# Somethin' Stupid
"Somethin' Stupid", ook bekend als "Something Stupid", is een nummer geschreven door de Amerikaanse muzikant Carson Parks. Hij nam het in 1966 op met zijn vrouw Gaile Foote onder de naam Carson & Gaile. In 1967 brachten vader en dochter Frank en Nancy Sinatra het uit op Franks album The World We Knew. In maart van dat jaar werd het nummer uitgebracht als de eerste single van het album. In 2001 brachten de Britse zanger Robbie Williams en de Australische actrice Nicole Kidman een cover uit op Williams' album Swing When You're Winning. Op 10 december van dat jaar werd het uitgebracht als de eerste single van het album.

## Achtergrond

### Originele versie
Aan het begin van de jaren '60 was Carson Parks een folkzanger in Los Angeles. Hij trad af en toe op met The Easy Riders en speelde ook met The Steeltown Three, waar zijn jongere broer Van Dyke Parks deel van uitmaakte. In 1963 richtte hij The Greenwood County Singers op, die later bekend zouden staan als The Greenwoods. Zij hadden twee kleine hits met zangeres Gaile Foote. Voordat de groep uit elkaar ging, trouwden Parks en Foote. In 1966 namen zij onder de naam Carson & Gaile een album op, waarop het nummer "Something Stupid" te vinden was. Deze opname werd beluisterd door Frank Sinatra.

### Versie van Frank en Nancy Sinatra
Sinatra liet de opname van "Something Stupid" door Carson & Gaile horen aan Lee Hazlewood, de producer van zijn dochter Nancy Sinatra. Hazlewood herinnerde zich: "Hij vroeg aan mij of ik het leuk vond, en ik zei, 'Ik vind het geweldig, en als jij het niet met Nancy zingt, doe ik het.' Hij zei, 'Wij gaan het doen, boek alvast een studio voor ons.'" Op 1 februari 1967 werd het nummer opgenomen, nadat Frank eerder die dag zijn duettenalbum met Antônio Carlos Jobim had afgerond. Op de opname is Al Casey te horen als gitarist, terwijl Hal Blaine de drums bespeelt. De opname is geproduceerd door Hazlewood en Jimmy Bowen, en Billy Strange is verantwoordelijk voor de arrangementen.
Het nummer werd uitgebracht onder de ietwat aangepaste titel "Somethin' Stupid". Het is de meest succesvolle versie van het nummer; het werd een nummer 1-hit in de Amerikaanse Billboard Hot 100, net als in de UK Singles Chart, Australië, Canada, Ierland, Noorwegen en Zuid-Afrika. Het was de eerste keer dat een duet tussen een vader en een dochter de nummer 1-positie behaalde in de Verenigde Staten. In Nederland bereikte de single de tweede plaats in de Top 40 en de eerste plaats in de Parool Top 20, terwijl in Vlaanderen de tweede plaats in de voorloper van de Ultratop 50 werd behaald. In 1968 werd het nummer genomineerd voor een Grammy Award in de categorie Record of the Year, maar het verloor van "Up, Up and Away" van The 5th Dimension.

### Versie van Robbie Williams en Nicole Kidman
In 2001 nam de Britse zanger Robbie Williams een cover op van "Somethin' Stupid" als duet met de Australische actrice Nicole Kidman. Het verscheen op het album Swing When You're Winning van Williams en werd op 10 december 2001 uitgebracht als de eerste single. Het werd een nummer 1-hit in de UK Singles Chart en bezette deze positie gedurende de periode rond kerst. Het was de vijfde nummer 1-hit van Williams. Verder bereikte het de nummer 1-positie in Nieuw-Zeeland, Polen, Portugal en Schotland, en kwam het in Australië, Denemarken, Duitsland, Griekenland, Ierland, Italië, Noorwegen, Oostenrijk, Roemenië, Spanje, Tsjechië, Wallonië en Zwitserland de top 10. In Nederland kwam de single tot de negende plaats in de Top 40 en de vijfde plaats in de Mega Top 100, terwijl in Vlaanderen de negende plaats in de Ultratop 50 werd bereikt.

### Overige versies
- Tegelijkertijd met Frank & Nancy Sinatra namen Willy en Willeke Alberti een Nederlandstalige cover op onder de titel "Dat afgezaagde zinnetje". In de Nederlandse Top 40 stond deze versie samen met die van de Sinatra's genoteerd. Deze versie werd ook door Kathleen en Danny de Munk gezongen.
- In 1967 brachten Marvin Gaye en Tammi Terrell een cover uit op hun duettenalbum United.
- In 1967 brachten The Lennon Sisters het uit op hun album Somethin Stupid.
- In 1970 zongen Cass Elliot en John Davidson het samen in het televisieprogramma The John Davidson Show.
- In 1995 bracht UB40-zanger Ali Campbell een cover uit in duet met zijn dochter Kibibi Campbell. Deze versie verscheen op het album Big Love en behaalde de dertigste plaats in de UK Singles Chart en de dertiende plaats in Nieuw-Zeeland.
- In 2002 brachten Gerard Cox en Paul de Leeuw een Nederlandstalige versie van het nummer uit onder de titel "Dan zeg ik weer iets lulligs". Deze versie is afkomstig van het album Andere noten van Cox.
- In 2012 zongen Chord Overstreet en Heather Morris het tijdens een aflevering van de televisieserie Glee.
- In 2013 bracht Michael Bublé een cover uit in duet met Reese Witherspoon op zijn album To Be Loved.
- In 2015 zongen Jennifer Lawrence en Edgar Ramirez het nummer in de film Joy.
- In 2018 nam de band Lola Marsh een cover op voor een aflevering van de televisieserie Better Call Saul.

## Hitnoteringen

### Frank Sinatra & Nancy Sinatra

#### Nederlandse Top 40
| Hitnotering: 25-03-1967 t/m 10-06-1967 | Hitnotering: 25-03-1967 t/m 10-06-1967 | Hitnotering: 25-03-1967 t/m 10-06-1967 | Hitnotering: 25-03-1967 t/m 10-06-1967 | Hitnotering: 25-03-1967 t/m 10-06-1967 | Hitnotering: 25-03-1967 t/m 10-06-1967 | Hitnotering: 25-03-1967 t/m 10-06-1967 | Hitnotering: 25-03-1967 t/m 10-06-1967 | Hitnotering: 25-03-1967 t/m 10-06-1967 | Hitnotering: 25-03-1967 t/m 10-06-1967 | Hitnotering: 25-03-1967 t/m 10-06-1967 | Hitnotering: 25-03-1967 t/m 10-06-1967 | Hitnotering: 25-03-1967 t/m 10-06-1967 | Hitnotering: 25-03-1967 t/m 10-06-1967 |
| Week                                   | 1                                      | 2                                      | 3                                      | 4                                      | 5                                      | 6                                      | 7                                      | 8                                      | 9                                      | 10                                     | 11                                     | 12                                     |                                        |
| -------------------------------------- | -------------------------------------- | -------------------------------------- | -------------------------------------- | -------------------------------------- | -------------------------------------- | -------------------------------------- | -------------------------------------- | -------------------------------------- | -------------------------------------- | -------------------------------------- | -------------------------------------- | -------------------------------------- | -------------------------------------- |
| Nummer                                 | 25                                     | 13                                     | 6                                      | 4                                      | 2                                      | 2                                      | 4                                      | 6                                      | 9                                      | 11                                     | 21                                     | 23                                     | uit                                    |

#### Parool Top 20
| Hitnotering: 01-04-1967 t/m 03-06-1967 | Hitnotering: 01-04-1967 t/m 03-06-1967 | Hitnotering: 01-04-1967 t/m 03-06-1967 | Hitnotering: 01-04-1967 t/m 03-06-1967 | Hitnotering: 01-04-1967 t/m 03-06-1967 | Hitnotering: 01-04-1967 t/m 03-06-1967 | Hitnotering: 01-04-1967 t/m 03-06-1967 | Hitnotering: 01-04-1967 t/m 03-06-1967 | Hitnotering: 01-04-1967 t/m 03-06-1967 | Hitnotering: 01-04-1967 t/m 03-06-1967 | Hitnotering: 01-04-1967 t/m 03-06-1967 | Hitnotering: 01-04-1967 t/m 03-06-1967 |
| Week                                   | 1                                      | 2                                      | 3                                      | 4                                      | 5                                      | 6                                      | 7                                      | 8                                      | 9                                      | 10                                     |                                        |
| -------------------------------------- | -------------------------------------- | -------------------------------------- | -------------------------------------- | -------------------------------------- | -------------------------------------- | -------------------------------------- | -------------------------------------- | -------------------------------------- | -------------------------------------- | -------------------------------------- | -------------------------------------- |
| Nummer                                 | 13                                     | 7                                      | 2                                      | 3                                      | 1                                      | 2                                      | 5                                      | 6                                      | 8                                      | 18                                     | uit                                    |

#### NPO Radio 2 Top 2000
| Nummer met noteringen in de NPO Radio 2 Top 2000 | '99  | '00-'01 | '02  | '03  | '04  | '05  | '06  | '07 | '08  | '09-'11 | '12  |
| ------------------------------------------------ | ---- | ------- | ---- | ---- | ---- | ---- | ---- | --- | ---- | ------- | ---- |
| Somethin' Stupid                                 | 1817 | -       | 1866 | 1953 | 1728 | 1775 | 1610 | -   | 1936 | -       | 1934 |

1. ↑  Een '-' betekent dat het nummer niet was genoteerd en een vetgedrukt getal geeft de hoogste notering aan.
2. ↑  Deze tabel is bijgewerkt tot en met de laatste editie (2024).

### Robbie Williams & Nicole Kidman

#### Nederlandse Top 40
| Hitnotering: 15-12-2001 t/m 02-03-2002 | Hitnotering: 15-12-2001 t/m 02-03-2002 | Hitnotering: 15-12-2001 t/m 02-03-2002 | Hitnotering: 15-12-2001 t/m 02-03-2002 | Hitnotering: 15-12-2001 t/m 02-03-2002 | Hitnotering: 15-12-2001 t/m 02-03-2002 | Hitnotering: 15-12-2001 t/m 02-03-2002 | Hitnotering: 15-12-2001 t/m 02-03-2002 | Hitnotering: 15-12-2001 t/m 02-03-2002 | Hitnotering: 15-12-2001 t/m 02-03-2002 | Hitnotering: 15-12-2001 t/m 02-03-2002 | Hitnotering: 15-12-2001 t/m 02-03-2002 | Hitnotering: 15-12-2001 t/m 02-03-2002 |
| Week                                   | 1                                      | 2                                      | 3                                      | 4                                      | 5                                      | 6                                      | 7                                      | 8                                      | 9                                      | 10                                     | 11                                     |                                        |
| -------------------------------------- | -------------------------------------- | -------------------------------------- | -------------------------------------- | -------------------------------------- | -------------------------------------- | -------------------------------------- | -------------------------------------- | -------------------------------------- | -------------------------------------- | -------------------------------------- | -------------------------------------- | -------------------------------------- |
| Nummer                                 | 30                                     | 16                                     | 9                                      | 9                                      | 10                                     | 11                                     | 10                                     | 19                                     | 28                                     | 28                                     | 33                                     | uit                                    |

#### Mega Top 100
| Hitnotering: 15-12-2001 t/m 20-04-2002 | Hitnotering: 15-12-2001 t/m 20-04-2002 | Hitnotering: 15-12-2001 t/m 20-04-2002 | Hitnotering: 15-12-2001 t/m 20-04-2002 | Hitnotering: 15-12-2001 t/m 20-04-2002 | Hitnotering: 15-12-2001 t/m 20-04-2002 | Hitnotering: 15-12-2001 t/m 20-04-2002 | Hitnotering: 15-12-2001 t/m 20-04-2002 | Hitnotering: 15-12-2001 t/m 20-04-2002 | Hitnotering: 15-12-2001 t/m 20-04-2002 | Hitnotering: 15-12-2001 t/m 20-04-2002 | Hitnotering: 15-12-2001 t/m 20-04-2002 | Hitnotering: 15-12-2001 t/m 20-04-2002 | Hitnotering: 15-12-2001 t/m 20-04-2002 | Hitnotering: 15-12-2001 t/m 20-04-2002 | Hitnotering: 15-12-2001 t/m 20-04-2002 | Hitnotering: 15-12-2001 t/m 20-04-2002 | Hitnotering: 15-12-2001 t/m 20-04-2002 | Hitnotering: 15-12-2001 t/m 20-04-2002 | Hitnotering: 15-12-2001 t/m 20-04-2002 |
| Week                                   | 1                                      | 2                                      | 3                                      | 4                                      | 5                                      | 6                                      | 7                                      | 8                                      | 9                                      | 10                                     | 11                                     | 12                                     | 13                                     | 14                                     | 15                                     | 16                                     | 17                                     | 18                                     |                                        |
| -------------------------------------- | -------------------------------------- | -------------------------------------- | -------------------------------------- | -------------------------------------- | -------------------------------------- | -------------------------------------- | -------------------------------------- | -------------------------------------- | -------------------------------------- | -------------------------------------- | -------------------------------------- | -------------------------------------- | -------------------------------------- | -------------------------------------- | -------------------------------------- | -------------------------------------- | -------------------------------------- | -------------------------------------- | -------------------------------------- |
| Nummer                                 | 39                                     | 14                                     | 9                                      | 5                                      | 7                                      | 9                                      | 9                                      | 11                                     | 12                                     | 10                                     | 12                                     | 17                                     | 30                                     | 39                                     | 46                                     | 57                                     | 72                                     | 80                                     | uit                                    |

#### NPO Radio 2 Top 2000
| Nummer met noteringen in de NPO Radio 2 Top 2000 | '09  | '10  | '11  |
| ------------------------------------------------ | ---- | ---- | ---- |
| Somethin' Stupid                                 | 1398 | 1342 | 1687 |

1. ↑  Een vetgedrukt getal geeft de hoogste notering aan.
2. ↑  2009 was het eerste jaar met een notering voor dit nummer.
3. ↑  Deze tabel is bijgewerkt tot en met de laatste editie (2024).